# Марк Попиллий Ленат (консул 359 года до н. э.)
Марк Попиллий Ленат (лат. Marcus Popillius Laenas; умер после 348 года до н. э.) — римский военачальник и политический деятель из плебейского рода Попиллиев, четырёхкратный консул (в 359, 356, 350 и 348 годах до н. э.).

## Происхождение
Первые упоминания о плебейском роде Попиллиев появились в источниках в 360-е годы до н. э., сразу после принятия законов Лициния-Секстия, благодаря которым плебеи получили доступ к консулату. Когномен Ленат (Laenas), типичный для Попиллиев, иногда встречается и у представителей других родов; согласно Цицерону, это родовое прозвище происходит от слова laena, обозначавшего мантию фламина, но антиковед Г. Фолькман предположил, что это скорее номен нелатинского (возможно, этрусского) происхождения, который в Риме превратился в когномен.
Капитолийские фасты называют преномены отца и деда Марка Попиллия — Марк и Гай соответственно.

## Биография
Марк Попиллий впервые упоминается в источниках в связи с событиями 364 года до н. э., когда он был курульным эдилом (эта магистратура была учреждена всего двумя годами ранее). В этом качестве Ленат провёл первые в истории Рима сценические игры.
В 359 году до н. э. Марк Попиллий стал консулом совместно с патрицием Гнеем Манлием Капитолином Империозом. Коллеги отбили внезапное ночное нападение на город тибуртинцев. Исследователи именно к этому году относят рассказ Цицерона в трактате «Брут, или О знаменитых ораторах»: Ленат «в сане жреца Карменты совершал публичное жертвоприношение, его известили о бунте плебеев против сената, и он, как был, в жреческом одеянии, явился на сходку и усмирил смуту не только силой своего авторитета, но и силой речи». Из этого сообщения источника Фолькман заключил, что секрет блестящей карьеры Марка Попиллия заключался в его умении убеждать и симпатии к нобилитету, несмотря на плебейское происхождение.
В 357 году до н. э. Марк Попиллий был плебейским эдилом. Известно, что он оштрафовал на 10 тысяч ассов Гая Лициния Столона, одного из авторов закона Лициния-Секстия. В следующем году Ленат получил свой второй консулат; он снова воевал с тибуртинцами и одержал лёгкую победу, заперев врага в его городе и разграбив окрестности. Поскольку его коллега Марк Фабий Амбуст был занят войной в Этрурии, сенат, не желавший, чтобы консульские выборы организовывал плебей, прибег в конце года к междуцарствию.
Анналисты называют Марка Попиллия консулом 354 года до н. э. (снова вместе с Марком Фабием). Согласно фастам, третий консулат Лената приходится на 350 год. Из-за тяжёлой болезни его коллеги Луция Корнелия Сципиона он без жеребьёвки получил командование в войне с галлами, вторгшимися в земли латинов. Противник атаковал римлян, когда они разбивали лагерь на холме; Марк Попиллий действовал в передних рядах своей армии и был серьёзно ранен дротиком в левое плечо, но оставил строй совсем ненадолго. Римляне одержали лёгкую победу, и Попиллий отпраздновал триумф, как только ему это позволило состояние раны (17 февраля).
О четвёртом консульстве Попиллия в 348 году до н. э., когда его коллегой был Марк Валерий Корв, мало что известно.

## Потомки
Сыном Марка Попиллия был консул 316 года до н. э. того же имени.